# Sporów
Sporów (biał. Спорава; ros. Спорово, hist. równ. Sporowo) – agromiasteczko na Białorusi, w rejonie bereskim obwodu brzeskiego, nad Jeziorem Sporowskim, około 28 km na południowy wschód od Berezy. Siedziba sielsowietu oraz parafii prawosławnej pw. św. Onufrego Wielkiego.

## Historia
Majątek Sporów został prawdopodobnie nadany przez króla Zygmunta Augusta (lub Zygmunta Starego) przed lub w 1552 rokiem (z kiedy pochodzi najstarsza znana dziś wzmianka) jednemu z dworzan królewskich pochodzenia węgierskiego o nazwisku de Szirmay. Z czasem nazwisko jego potomków spolszczono na Szyrma (herbu Dołęga z dopiskiem Lach, ponieważ protoplasta był ponoć pierwszym katolikiem na tych prawosławnych ziemiach). Ostatnim z męskiej linii tej rodziny był w II połowie XIX wieku Ignacy Lach-Szyrma (zm. w 1880 roku). Po nim odziedziczyła Sporów jego córka, Maria (1877–1943), która wyszła za hr. Ignacego Krasickiego (1871–1926). Ich dzieci, Helena (1901–1992), żona Michała Tomasza Łubieńskiego (1896–1967), oraz Władysław Krasicki (1910–1942) byli ostatnimi dziedzicami Sporowa.
Przed III rozbiorem Polski w 1795 roku Sporów leżał w powiecie słonimskim województwa nowogródzkiego Rzeczypospolitej. Po rozbiorach znalazł się na terenie powiatu słonimskiego (ujezdu), należącego do guberni słonimskiej (1796), litewskiej (1797–1801), a później grodzieńskiej (1801–1915) Imperium Rosyjskiego. Po ustabilizowaniu się granicy polsko-radzieckiej w 1921 roku Sporów wrócił do Polski, znalazł się w gminie Piaski powiatu kosowskiego województwa poleskiego. W 1935 roku, po zniesieniu powiatu kosowskiego, gmina weszła w skład nowego powiatu iwacewickiego w tymże województwie. Od 1945 roku – w ZSRR, od 1991 roku – na terenie Republiki Białorusi.
Na miejscowym cmentarzu była pochowana Katarzyna Ziółkowska, siostra Tadeusza Kościuszki, babka Ignacego Lacha-Szyrmy.
Najpóźniej w XVI w. w Sporowie powstała cerkiew prawosławna nieznanego wezwania. W drugiej połowie XIX wieku istniała tu kaplica katolicka byłej parafii Olszew. W 2013 roku wzniesiono cerkiew pw. św. Onufrego Wielkiego.
W czasie II wojny światowej Niemcy spalili w Sporowie 224 spośród 226 domów.
W 2009 roku w agromiasteczku mieszkały 1052 osoby.
Działa tu szkoła średnia, dom kultury (biał. палац культуры), ambulatorium, apteka i poczta. W okolicy – dwa archeologiczne stanowiska epoki neolitu.
W Sporowie co około 5 lat odbywa się festiwal humoru ludowego „Sporowskie żarty” (biał. Спораўскія жарты).

## Dawny dwór
W połowie XVIII wieku jeden z Szyrmów, starosta piński wybudował tu drewniany dwór z potężnych bali. Był to parterowy budynek na planie wydłużonego prostokąta, na wysokiej podmurówce. Wejście od podjazdu stanowił ganek o dwóch szeroko rozstawionych parach kolumn wspierających trójkątny szczyt z półokrągłym okienkiem. Dom był przykryty wysokim, czterospadowym, gontowym dachem. Wnętrze miało układ dwutraktowy.
Po śmierci Ignacego Lacha-Szyrmy (1880) dom był niezamieszkany.
Przed domem był rozległy gazon. Parku w zasadzie nie było, jednak wokół domu rosło wiele starych drzew, m.in. lipy i dęby. Po prawej stronie gazonu stała oficyna.
Dwór został spalony w 1942 roku. Ocalała jedynie grupka otaczających go starych drzew, stanowiąca charakterystyczny element panoramy miejscowości.
Majątek w Sporowie jest opisany w 2. tomie Dziejów rezydencji na dawnych kresach Rzeczypospolitej Romana Aftanazego.